# Михайлова, Татьяна (певица)
Татьяна Михайлова, в замужестве Татьяна Михайлова-Саар, также известная как Tanja (род. 19 июня 1983 года, Калининград, РСФСР, СССР) — эстонская поп-певица и актриса русского происхождения, которая представляла Эстонию на конкурсе песни «Евровидение-2014» с песней «Amazing».

## Биография
Родилась в Калининграде, куда её родители переехали из Эстонии. Когда Татьяне было два месяца, семья вернулась в Эстонию и поселилась в городе Кохтла-Ярве, который Татьяна считает своим родным городом. Окончила Кохтла-Ярвескую гимназию Таммику, затем поехала учиться в Вильянди. Поступила в Вильяндискую академию культуры Тартуского университета.

## Евровидение-2014
Таня с песней «Amazing» представила Эстонию в первом полуфинале 6 мая в Копенгагене. Певица была выбрана путём национального отбора, состоящего из двух полуфиналов, финала и суперфинала конкурса «Eesti Laul 2014», организованного Эстонской телерадиовещательной компанией «ERR». По результатам первого полуфинала Тане не удалось пройти в финал.

## Семья
Муж — Микк Саар. Сын Теодор.